# 오쿠보 다다토모 (에도 시대)
오쿠보 다다토모(大久保忠朝)는 에도 시대 전기부터 중기까지의 다이묘이다. 이에쓰나 시대에는 노중을 역임하였다. 히젠 가라쓰번 제2대 번주, 시모사 사쿠라번주, 사가미 오다와라번 초대 번주를 지냈다. 오다와라 번 오쿠보가(小田原藩大久保家) 제3대 당주.
다다토모는 오다와라 번주 오쿠보 다다치카의 손자이며 친부는 하타모토 오쿠보 노리타카이다. 종형이자 가라쓰 선대 번주 오쿠보 다다모토의 자식들이 요절하여 다다토모가 양자로 입적하게 된다.
| 전임 오쿠보 다다모토 | 제6대 오쿠보 종가 당주 1670년 ~ 1698년 | 후임 오쿠보 다다마스 |

| 전임 오쿠보 다다모토 | 제2대 가라쓰번 번주 (오쿠보가) 1670년 ~ 1678년 | 후임 마쓰다이라 노리히사 |

| 전임 마쓰다이라 노리히사 | 사쿠라번 번주 (오쿠보가) 1678년 ~ 1686년 | 후임 도다 다다마사 |

| 전임 이나바 마사미치 | 제1대 오다와라번 번주 (오쿠보가, 재봉) 1686년 ~ 1698년 | 후임 오쿠보 다다마스 |